# Monte Dewar
Il Monte Dewar è una montagna alta circa 1.600 m situata a sudovest dell'Aronson Corner, nella Scarpata dei Pionieri della Catena di Shackleton, nella Terra di Coats in Antartide. 
Fu fotografato dagli aerei della U.S. Navy nel 1967 e ispezionato successivamente nel 1968-71 dalla British Antarctic Survey. Ricevette questa denominazione nel 1971 dal Comitato britannico per i toponimi antartici in associazione con il gruppo degli esploratori polari presenti nella zona, in onore del chimico e fisico scozzese James Dewar, che aveva inventato la bottiglia termica comunemente chiamata "thermos".